# 为人民立新功
《为人民立新功》是1967年4月12日江青在中央军委扩大会议上发表的经毛泽东审阅的讲话。

## 历史
1967年1月，北京发出《关于人民解放军坚决支持革命左派群众的决定》，要求军队支持革命群众。2月，中共中央高层出现了「二月逆流」事件。个别地区发生二月镇反、青海二·二三事件等严重冲突。4月22日，联动成员（都是干部子弟）在被关押数月后，根据毛泽东的指示全部释放，并允许公开活动。
4月12日，江青在中央军委扩大会议上发表了经毛泽东审阅的讲话，后来这一讲话和江青1967年4月20日在北京市革命委员会成立和庆祝大会上的讲话一起被合编为《为人民立新功》（新华书店于1967年5月内部发行）。

## 内容
- 「君子之泽，五世而斩」。老干部过去有功劳，但是不能吃老本，要为人民建立新的功勋。
- 身居高位者要严格要求子女。
- 群众组织轻易不宣布为反动组织，而是抓确有证据的坏人。
- 财产和权力的再分配。

主席说，这篇文章（指《触龙说赵太后》），反映了封建制代替奴隶制的初期，地主阶级内部，财产和权力的再分配。这种再分配是不断地进行的，所谓“君子之泽，五世而斩”，就是这个意思，我们不是代表剥削阶级，而是代表无产阶级和劳动人民，但如果我们不注意严格要求我们的子女，他们也会变质，可能搞资产阶级复辟，无产阶级的财产和权力就会被资产阶级夺回去。——江青，《为人民立新功》

## 影响
讲话中出现了概念「财产和权力的再分配」，这种说法马上被北京「四三派」报纸《四三战报》借用，写出文章《论新思潮：四三派的宣言》，将「走资本主义道路的当权派」解释为无产阶级内部权力分配而产生的特权阶层。「财产和权力的再分配」也成为文革异端思潮（上海全向东、北京四三派、广东李一哲等）的理论资源。1967年7月24日，上海《文汇报》发表署名「甘斗」的文章《评一种所谓「新思潮」》。